# Microctenopoma nigricans
Microctenopoma nigricans — тропічний прісноводний вид лабіринтових риб з родини анабасових (Anabantidae).
Це бентопелагічний вид.

## Опис
Максимальна стандартна (без хвостового плавця) довжина досліджених зразків становить 6,8 см для самців і 4,9 см для самок.
У спинному плавці 15-18 твердих і 8-11 м'яких променів, в анальному 7-9 твердих і 9-12 м'яких. 26-27 хребців.
Тіло перетинають численні темні неправильної форми поперечні смуги. Ще дві косі темні смуги розташовані на голові: одна проходить від ока в напрямку горла, інша (коротша) йде паралельно першій зябровою кришкою.

## Поширення
Поширена в Центральній Африці, в басейнах великих лівих приток Конго — Касаї та Санкуру. Це південно-центральна частина Демократичної Республіки Конго. Під час обстеження нижньої течії річки Лулуа (англ. Lulua), правої притоки Касаї, проведеного в період 2007—2014 рр., Microctenopoma nigricans була виявлена як у самій Лулуа, та і в багатьох її притоках.
Дані про чисельність популяцій виду та природоохоронні заходи щодо його збереження відсутні. Інтенсивний видобуток алмазів, що в кустарний спосіб ведеться в малих річках області Касаї, руйнує дно річок і становить загрозу існуванню виду.